# 扎布耶茶卡
扎布耶茶卡位于中国西藏自治区日喀則市仲巴县境内。面积235平方公里，湖面海拔4400米。
1982年，中国地质学家郑绵平在扎布耶茶卡发现一种新矿物－天然原生碳酸锂，后被命名为“扎布耶石”。扎布耶石是一种获取锂的理想原料。扎布耶茶卡除了富含锂资源外，还有大量的芒硝、天然碱等矿物质。